# 航空保安協会
航空保安協会（こうくうほあんきょうかい）は、国土交通省航空局所管の一般財団法人。

## 概要
- 名称　：一般財団法人 航空保安協会
- 所在地：東京都港区虎ノ門1-16-4　アーバン虎ノ門ビル
- 設立　：昭和46年10月20日
- 職員数：738名（令和4年4月現在）
- 事業　：航空保安施設の維持管理

　　　　空港における消防警備
　　　　空港における有害鳥類防除その他の保安業務
　　　　前各号の業務に必要な要員その他の空港要員の養成
　　　　その他、この法人の目的を達成するために必要な業務
- 受託先：国土交通省、NAAセーフティサポート株式会社、中部国際空港株式会社、高松空港株式会社、福岡国際空港株式会社、熊本国際空港株式会社、北海道エアポート株式会社、広島国際空港株式会社

## 事業内容
空港消防・救急医療業務
航空機事故が発生した場合に、消火と救難を行う
救急医療資器材および救難機材を積んだ救急医療搬送車が出動し、トリアージ（負傷程度選別）地区の設営
- 活動実例
  - 平成19年3月13日 - 高知空港ボンバルディア機胴体着陸事故
  - 平成19年8月20日 - 那覇空港中華航空機爆発炎上事故

空港警務業務
防衛省との共用空港において、秩序を維持し、空港本来の機能を確保するために、ゲートの立哨や空港内の巡回点検、監視カメラによる不法侵入の防止等の警備
有害鳥類防除業務
航空無線設備保守業務

## 事業所
稚内空港　　
：稚内事務所　（消防・救急医療）
丘珠空港　　
：丘珠事務所　（警務・救急医療）
新千歳空港　
：千歳第一事務所　（消防・救急医療）
・千歳第二事務所　（鳥類防除）
函館空港　　
：函館第一事務所　（消防・救急医療）
・函館第二事務所　（鳥類防除）
釧路空港　　
：釧路事務所　（消防・救急医療）
三沢空港　　
：三沢事務所　（警務・救急医療）
新潟空港　　
：新潟第一事務所　（消防・救急医療）
・新潟第二事務所　（鳥類防除）
茨城空港　　
：百里事務所　（警務・救急医療）
成田国際空港
：成田事務所　（無線通信）
東京国際空港
：羽田事務所　（無線通信）
：東京第一事務所　（消防・救急医療）
・東京第二事務所　（鳥類防除）
中部国際空港
：セントレア事務所（消防警備防災 鳥類防除 飛行場面点検）
小松空港　　
：小松事務所　　　（警務・救急医療）
美保空港　　
：美保事務所　　　（警務・救急医療）
八尾空港　　
：八尾事務所　　　（消防警備）
広島空港　　
：広島第一事務所　（消防・救急医療）
・広島第二事務所　（鳥類防除）
高松空港　　
：高松第一事務所　（消防・救急医療）
・高松第二事務所　（鳥類防除）
松山空港　　
：松山第一事務所　（消防・救急医療）
・松山第二事務所　（鳥類防除）
高知空港　　
：高知第一事務所　（消防・救急医療）
・高知第二事務所　（鳥類防除）
徳島空港　　
：徳島事務所　（警務・救急医療）
岩国空港　　
：岩国事務所　（警務・救急医療）
新北九州空港
：北九州第一事務所（消防・救急医療）
・北九州第二事務所（鳥類防除）
福岡空港　　
：福岡第一事務所　（消防・救急医療）
・福岡第二事務所　（鳥類防除）
長崎空港　　
：長崎第一事務所　（消防・救急医療）
・長崎第二事務所　（鳥類防除）
熊本空港　　
：熊本第一事務所　（消防・救急医療）
・熊本第二事務所　（鳥類防除）
大分空港　　
：大分第一事務所　（消防・救急医療）
・大分第二事務所　（鳥類防除）
宮崎空港　　
：宮崎第一事務所　（消防・救急医療）
・宮崎第二事務所　（鳥類防除）
鹿児島空港　
：鹿児島第一事務所（消防・救急医療）
・鹿児島第二事務所（鳥類防除）
那覇空港　　
：那覇第一事務所　（消防・救急医療）
・那覇第二事務所　（鳥類防除）